# Île Howe
Île Howe is een onbewoond eiland, onderdeel van de archipel de Kerguelen in het zuiden van de Indische Oceaan. Deze eilanden zijn onderdeel van de Franse Zuidelijke en Antarctische Gebieden, een overzees gebiedsdeel van Frankrijk. Het eiland is in 1776 door James Cook vernoemd naar Lord Howe, de toenmalige commandant van het Britse leger in Noord-Amerika.

## Geografie
Île Howe ligt ten noorden van Île Foch en heeft een lengte van 8 kilometer.

## Beschermd gebied
Het eiland is samen met andere grote eilanden zoals Île Foch en enkele kleinere eilanden aangewezen door BirdLife International als een Important Bird Area (IBA) vanwege zijn waarde als broedplaats voor met name zeevogels. Ten minste 29 soorten nestelen in de IBA.